# Proconsul africanus
Il Proconsul africanus è una specie estinta di primate del genere Proconsul, vissuto in Africa nel Miocene inferiore e medio tra 23 e 14 milioni di anni fa.
Si tratta della prima delle specie di Proconsul scoperta e il nome (che significa "prima del Consul"), dato nel 1933 dal suo scopritore Arthur Hopwood, fa riferimento a uno scimpanzé allora famoso a Londra di nome Consul.

## Ritrovamenti
Per alcuni decenni questa specie comprese anche le altre attualmente ascritte al genere, mentre la specie Xenopithecus koruensis, scoperta nel 1951 dallo stesso Hopwood, fu riclassificata da Louis Leakey e LeGros Clark come Proconsul africanus.
Questi primati vissero durante il Miocene in Africa centro-meridionale: si trattava di animali che presentavano analogie sia con le catarrine che con gli ominidi. Lo stesso Leakey, grande paleontologo e pioniere delle teorie dell'evoluzione umana, disse:
"Di Proconsul africanus trovammo delle ossa delle zampe anteriori, e nel 1948 Mary Leakey scoprì un cranio sull'isola di Rusinga. I canini sembrano quelli di una grande scimmia, ma la parte frontale del cranio ricorda quella di un essere umano: in ogni caso, non si tratta né di una scimmia ancestrale, poiché è troppo evoluto per esserlo, né di un antenato dell'uomo, poiché è ancora troppo primitivo per esserlo. Tuttavia, possiede caratteristiche di ambedue queste figure..."

## Morfologia
Questi animali possedevano un cranio di medie dimensioni, con cervello leggermente più grande di quanto ci si aspetterebbe per un primate di quella taglia (167 cm³), la cui la superficie doveva essere simile a quella dei gibboni o dei cercopitechi. Gli zigomi erano assai pronunciati, mentre il muso era allungato in avanti. La regione infraorbitale era piuttosto larga, anche se i seni etmoidi erano di ridotte dimensioni. Il canale auditivo di questa specie era simile a quello delle attuali catarrine. Il seno mascellare era piuttosto ristretto, tuttavia sia la mascella che la mandibola possedevano forti denti ricoperti da un sottile strato di smalto, in particolare i molari erano assai grossi e piatti ed i canini erano più grandi nei maschi che nelle femmine.
Avevano una conformazione dei polsi simile a quella delle scimmie del Vecchio Mondo, con presenza di arco trasverso sul piede; mancavano di coda ed avevano zampe anteriori più lunghe e forti rispetto a quelle posteriori, in rapporti simili allo scimpanzé. La costituzione complessiva del corpo era robusta e dovevano pesare al massimo una ventina di chilogrammi. Si muovevano con andatura quadrupede e avevano uno stile di vita prevalentemente arboricolo. In base a quanto intuibile dalla morfologia dentaria, si ritiene che fossero prevalentemente frugivori.